# 亨德里克斯縣 (印地安納州)
亨德里克斯县（英語：Hendricks County）是位於美國印第安納州中部的一個縣。面積1,059平方公里。根據美國2000年人口普查，共有人口104,093人。縣治丹維爾（Danville）。
成立於1823年12月20日，1824年4月1日生效。縣名紀念州長、聯邦眾議員、參議員威廉·亨德里克斯。